# Juristische Sekunde
Die juristische Sekunde oder logische Sekunde ist eine aus dem römischen Recht stammende Erklärungsfigur in der Rechtswissenschaft. Sie bezeichnet einen fiktiven Zeitraum, der zur Veranschaulichung zwischen zwei als aufeinanderfolgend vorgestellte Rechtswirkungen desselben physischen Ereignisses eingeschoben wird. Diese logische Sekunde ermöglicht es, zu erklären, dass ein Ereignis rechtlich gewollte und wünschenswerte Folgen hat, die nach anderen Rechtssätzen aber ausgeschlossen wären. So veranschaulichte die logische Sekunde im römischen Recht die Möglichkeit, durch letztwillige Verfügung einen Sklaven freizulassen und ihm ein Legat zuzuwenden. Hier wurde durch die Freilassung erst die Rechtslage geschaffen, in der eine Zuwendung erfolgen konnte. Sie musste daher logisch vor der Zuwendung erfolgen. Der in der natürlichen Zeit einheitliche Vorgang des Erbfalles wurde dabei in zwei konstruierte, durch eine fiktive Zeiteinheit getrennte zeitlich aufeinanderfolgende Ereignisse (Freilassung und Zuwendung) aufgespalten, um dem freigelassenen Sklaven den Erwerb des Legats zu ermöglichen. Ein weiteres Einsatzgebiet besteht dann, wenn eine Rechtsänderung auf eine Kette aufeinander aufbauender Rechtsgeschäfte zurückzuführen ist, die alle durch dasselbe Ereignis wirksam werden.

## Allgemeines
Günther Winkler definierte den Begriffsgebrauch als

„eine spezifisch rechtliche Denkform für die Zeit, durch die der zeitliche Anfang, der zeitliche Wechsel, und das zeitliche Ende der Zurechnung von dauerhaften Rechten und Pflichten und ebensolchen Rechtsverhältnissen zu verschiedenen Rechtssubjekten durch die Fiktion eines bloß gedachten, auf einen minimalen Zeitpunkt reduzierten Zeitraum voneinander unterschieden werden.“

Sie löse die mit dem Wechsel von Rechten und Pflichten verbundene „Denkschwierigkeit“. Diese ergebe sich einerseits aus der Annahme, dass eine Ursache einer Wirkung vorausgehen muss, und andererseits aus einer Verwechslung von idealer Zeit und empirischer Zeit.
1962 schlug Franz Wieacker für die „logische Sekunde“ die Benennung „juristische Sekunde“ vor. Beide Benennungen sind in der Rechtswissenschaft in Gebrauch.
Die juristische Sekunde ist eine Rechtsfigur für einen kurzen, gedachten Augenblick im Sinne eines fiktiven, infinitesimalen Zeitpunkts und keine Sekunde im Sinne einer Zeiteinheit. Die zeitliche Ausdehnung einer juristischen Sekunde ist mithin exakt null. Mit der „logischen Sekunde“ hat sich vor allem der römische Rechtsgelehrte Gnaeus Arulenus Caelius Sabinus (um 69 n. Chr.) auseinandergesetzt, der die Denkform der logischen Sekunde auch in Sonderfällen der Schenkung unter Ehegatten verwendet hatte. Auch das Reichsgericht sprach noch in einem Urteil vom 4. April 1933 beim Erwerb eines Anwartschaftsrechts von der logischen Sekunde.

## Beispiele

### Durchgangserwerb
Ein Anwendungsgebiet der juristischen Sekunde ist die Theorie des sogenannten sachenrechtlichen Durchgangserwerbs. Hier dient sie zur bildhaften Erklärung von Rechtsvorgängen, wobei der Übertragungsvorgang eines Rechts bei Kreditsicherheiten eine Rolle spielt. Durchgangserwerb liegt nach dieser Theorie vor, wenn bei einer Kette von zwei oder mehreren aufeinanderfolgenden Übereignungen die erste Übereignung bedingt, etwa durch Eigentumsvorbehalt erfolgt. Der letzte Erwerber (sofern er oder seine Vorerwerber nicht zuvor bereits gutgläubig Eigentum erworben haben) kann dann das Eigentum erst erwerben, wenn die Bedingung für den Ersterwerber eintritt, dieser etwa den Kaufpreis vollständig bezahlt. Der Erst- und jeder weitere Zwischenerwerber erwirbt dann zumindest für eine juristische Sekunde das Eigentum, was zur Folge haben kann, dass die Sache mit einem gesetzlichen Pfandrecht oder Pfändungspfandrecht belastet wird (z. B. Vermieterpfandrecht nach § 562 BGB oder Pfändungspfandrecht nach § 804 ZPO) oder nach § 1120 BGB als Zubehör in den Haftungsverband eines Grundpfandrechts fällt.
Diese Auffassung, dass der Erwerber eines Anwartschaftsrechts ein mittelbarer Erwerber sei, nachdem der Eigentumserwerb zuvor eine „logische Sekunde“ beim Veräußerer des Anwartschaftsrechts eintrat, hatte das Reichsgericht in seiner Entscheidung vom 4. April 1933 vertreten. Der BGH änderte diese Rechtsprechung im Februar 1956 und ging davon aus, dass durch eine bedingte Veräußerung ein Anwartschaftsrecht übertragen werde, das wie Eigentum übertragbar sei und beim Eintritt der Bedingung sich direkt zum Eigentum erstarke, ohne dass an diesem Vorgang die Vor- und Zwischenerwerber beteiligt wären. Pfandrechte am Anwartschaftsrecht wandelten sich dabei in Pfandrechte am Eigentum um. Für eine juristische Sekunde bestand dann kein Bedürfnis mehr.
Umstritten ist aber die Rechtsfrage, ob die Vorausabtretung einer künftig erst entstehenden Forderung unmittelbar in der Person des Zessionars entsteht (Direkterwerb) oder für eine juristische Sekunde zum Vermögen des Zedenten gehört (Durchgangserwerb), bevor sie auf den Zessionar übergeht. Der Vorbehaltskäufer wird als Verarbeiter für eine juristische Sekunde Eigentümer im Rahmen des Durchgangserwerbs, nach der Rechtsprechung erwirbt der Vorbehaltslieferant jedoch unmittelbar durch die Verarbeitung Eigentum.
Ein zivilrechtlicher Durchgangserwerb (in Gestalt einer logischen Sekunde) hat nicht zwangsläufig auch einen steuerrechtlichen Durchgangserwerb im Sinne des Innehabens wirtschaftlichen Eigentums in der Person des zivilrechtlichen Durchgangserwerbers zur Folge; vielmehr ist die steuerrechtliche Zuordnung nach Maßgabe des § 39 Abs. 2 Nr. 1 AO zu beurteilen.

### Andere Rechtsgebiete
Die juristische Sekunde wurde ferner vom BGH bei der Beurteilung der umstrittenen Rechtsfrage veranschaulichend herangezogen, auf Grundlage welchen Werts ein Pflichtteilsberechtigter eine Ergänzung nach § 2325 Abs. 1 BGB verlangen kann, wenn der Erblasser die Todesfallleistung einer von ihm auf sein eigenes Leben abgeschlossenen Lebensversicherung mittels einer widerruflichen Bezugsrechtsbestimmung einem Dritten schenkweise zugewendet hat. Der BGH spricht im Rahmen des Pflichtteilsrechts von einer „letzten juristischen Sekunde“ des Erblassers in seinem Leben, in welcher er die Gelegenheit gehabt hätte, die Rechte aus seiner Lebensversicherung für sein Vermögen umzusetzen. In der letzten juristischen Sekunde vor Eintritt des Todes gingen die eigenen Rechte des Erblassers unter, die vom Anspruch auf Auszahlung der Versicherungssumme zu unterscheiden seien, während der Bezugsberechtigte mit Eintritt des Todes eine juristische Sekunde später originär einen eigenen Anspruch auf die Versicherungssumme gegen den Versicherer erwerbe.

## Folgen
Ohne juristische Sekunde als gedachten Zwischenschritt könnten rechtliche oder tatsächliche Umstände den Übergang eines Rechts auf einen Dritten nur schwer oder gar nicht logisch nachvollziehbar machen. Im letzten Beispiel dient sie dagegen zur Verdeutlichung des Unterschieds der Ansprüche zu Lebzeiten und nach dem Tode. Die Bedeutung dieser Denkfigur liegt daher in der Veranschaulichung der Rechtsvorgänge. Sie erklärt die Entstehung von Rechten, schafft aber keine Rechte selbst.